# 유엔 장애인 권리 위원회
유엔 장애인 권리 위원회(영어: Committee on the Rights of Persons with Disabilities, CRPD)는 18인의 전문가로 구성된 유엔 기구로, 매년 제네바에서 두 차례 회의를 열어 164개 유엔 회원국이 제출한 장애인의 권리에 관한 협약의 이행 보고서를 심사하고, 94개 선택의정서 당사국에 대해 제기된 개인청원을 검토한다.
이 위원회는 유엔의 10개 인권 조약기구 가운데 하나로, 각 조약기구는 특정 인권 조약의 이행을 감시하는 역할을 맡고 있다. 그 외의 조약기구로는 유엔 인권 위원회(Human Rights Committee), 유엔 여성 차별 철폐 위원회(Committee on the Elimination of Discrimination Against Women), 유엔 아동 권리 위원회(Committee on the Rights of the Child) 등이 있다. 선택의정서를 비준하거나 가입한 유엔 회원국은, 자국 관할 내에 있는 개인이 위원회에 청원을 제출할 수 있도록 허용하며, 그 청원은 협약 조항이 위반되었는지를 판단해달라는 요청을 포함한다.
모든 당사국은 협약에서 보장한 권리를 이행하기 위해 입법, 사법, 정책 등에서 취한 조치를 상세히 기술한 정기 보고서를 위원회에 제출해야 한다. 첫 번째 보고서는 협약 비준 후 2년 이내에 제출해야 하며, 이후에는 4년마다 보고서를 제출해야 한다. 위원회는 각 보고서를 검토한 후, 해당 국가에 대한 우려 사항과 권고 사항을 “최종 견해(concluding observations)”의 형태로 전달한다.
위원회의 위원들은 “높은 도덕성과 해당 분야에 대한 명망 있는 역량 및 경험을 갖춘 자”이어야 하며, 국가를 대표하는 것이 아니라 개인 자격으로 당사국들에 의해 선출된다.  장애인의 권리에 관한 협약 제34조는 또한 “성별 균형의 대표성”과 “장애 전문가의 참여”를 명시하고 있다. 위원들의 임기는 4년이며, 2년마다 절반이 새로 선출된다. 유엔 인권최고대표사무소(OHCHR)는 위원회의 활동을 지원하며, 위원회가 검토한 모든 문서와 위원회가 발행한 문서(예: 최종 견해 등)를 열람할 수 있는 웹사이트를 운영하고 있다.

## 같이 보기
- 장애인의 권리에 관한 협약 비준국 목록